# Carlos I, Duque de Brunsvique-Volfembutel
Carlos I de Brunsvique-Volfembutel (1 de Agosto de 1713 - 26 de Março de 1780) foi um duque de Brunsvique-Luneburgo e príncipe de Volfembutel desde 1735 até à sua morte.

## Família
Carlos foi o primeiro filho do duque Fernando Alberto II de Brunswick-Wolfenbüttel e da princesa Antónia Amália de Brunswick-Wolfenbüttel. Entre os seus irmãos estavam o duque António Ulrich de Brunswick-Wolfenbüttel, pai do czar Ivan VI da Rússia, a princesa Isabel Cristina de Brunswick-Wolfenbüttel, casada com o rei Frederico II da Prússia e a princesa Juliana Maria de Brunswick-Wolfenbüttel, esposa do rei Frederico V da Dinamarca. Os seus avós paternos eram o duque Fernando Alberto I de Brunswick-Wolfenbüttel e a landegrave Cristina de Hesse-Eschwege. Os seus avós maternos eram o príncipe Luís Rudolfo de Brunswick-Wolfenbüttel e a princesa Cristina Luísa de Oettingen-Oettingen.

## Vida
Carlos lutou sob as ordens do príncipe Eugénio de Saboia contra o Império Otomano antes de herdar o principado de Wolfenbüttel do pai em 1735. Seguindo o conselho do seu padre, Johann Friedrich Wilhelm Jerusalem, o príncipe criou o Collegium Carolinum, um instituto de educação superial que é conhecido hoje como a Universidade Técnica de Brunsvique. Também contratou Gotthold Ephraim Lessing como bibliotecário para a Biblioteca Augusta, a colecção de livros do ducado.
Carlos tentou fomentar o desenvolvimento económico do seu estado, entre outras medidas, com a criação da Companhia de Porcelana Fürstenberg e a obrigatoriedade de cada cidadão ter um seguro para incêndios. Contudo não conseguiu controlar os gastos do estado e, em consequência, em 1773 o seu filho mais velho, Carlos Guilherme Fernando passou a controlar o governo.

## Casamento e descendência
No dia 2 de Julho de 1733, Carlos casou-se com a princesa Filipina Carlota da Prússia, filha do rei Frederico Guilherme I da Prússia e da princesa Sofia Doroteia de Hanôver. Juntos tiveram treze filhos:
1. Carlos Guilherme Fernando de Brunswick-Wolfenbüttel (9 de Outubro de 1735 - 10 de Novembro de 1806); casado com a princesa Augusta do Reino Unido; com descendência;
2. Jorge Francisco de Brunswick-Wolfenbüttel (26 de Setembro de 1736 - 10 de Dezembro de 1737); morreu aos 14 meses de idade;
3. Sofia Carolina de Brunswick-Wolfenbüttel (7 de Outubro de 1737 - 22 de Dezembro de 1817); casada com o marca Frederico de Brandemburgo-Bayreuth;
4. Cristiano Luís de Brunswick-Wolfenbüttel (13 de Novembro de 1738 - 12 de Abril de 1742); morreu aos 3 anos de idade;
5. Ana Amália de Brunswick-Wolfenbüttel (24 de Outubro de 1739 - 10 de Abril de 1807); casada com o duque Ernesto Augusto II de Saxe-Weimar-Eisenach; com descendência;
6. Frederico Augusto de Brunswick-Wolfenbüttel (29 de Outubro de 1740 - 8 de Outubro de 1805); sem descendência;
7. Alberto Henrique de Brunswick-Wolfenbüttel (26 de Fevereiro de 1742 - 8 de Agosto de 1761); morreu aos 21 anos; sem descendência;
8. Luísa Frederica de Brunswick-Wolfenbüttel (18 de Dezembro de 1743 - 22 de Fevereiro de 1744), morreu aos 3 meses de idade;
9. Guilherme Adolfo de Brunswick-Wolfenbüttel (18 de Maio de 1745 - 24 de Agosto de 1770); sem descendência;
10. Isabel Cristina de Brunswick-Wolfenbüttel (8 de Novembro de 1746 - 18 de Fevereiro de 1840); casada com o rei Frederico Guilherme II da Prússia; com descendência;
11. Frederica de Brunswick-Wolfenbüttel (8 de Abril de 1748 - 22 de Janeiro de 1758); morreu aos 10 anos de idade;
12. Augusta Doroteia de Brunswick-Wolfenbüttel (2 de Outubro de 1749 - 10 de Março de 1803); sem descendência;
13. Maximiliano de Brunswick-Wolfenbüttel (10 de Outubro de 1752 - 27 de Abril de 1785); sem descendência.